# Paropsisterna annularis
Paropsisterna annularis es una especie de escarabajo del género Paropsisterna, familia Chrysomelidae. Fue descrita científicamente por Blackburn en 1899.
Habita en Australia.